# Csimota Könyvkiadó
A Csimota Könyvkiadó 2003-ban jött létre azzal az újító szándékkal, hogy fiatal, ám elismert szerzők műveit jelentesse meg, valamint, hogy a hagyományos irodalmi igényesség mellett felhívja a figyelmet a korai képi és vizuális nevelés fontosságára.
A legelismertebb magyar szerzők, Tóth Krisztina, Varró Dániel, Böszörményi Gyula, Dragomán György, Lackfi János mellett fiatal és tehetséges illusztrátorokat nevelt ki maga köré, akik mára már nemzetközi szinten is elismert alkotók; Takács Mari, Kárpáti Tibor, Baranyai (b) András, Makhult Gabriella, Szulyovszky Sarolta, Rippl Renáta.
Kiadványaik egy része külföldi piacokon is megjelent, hazai körökben pedig rangos társkiadókkal és együttesekkel dolgozott együtt: Magvető Kiadó, Egyszervolt.hu, Pozsonyi Pagony, Nemzeti Filharmonikusok, Sárik Péter Trió.

## Küldetése
- igényesség és minőség
- formai szépség és esztétikum
- kreativitás és innováció
- társadalmi elkötelezettség: olyan, kényes témák felvállalása, melyek a hazai gyerekirodalomban gyakran tabuként szerepelnek (másság, tolerancia, elmúlás)
- új tehetségek felkutatása

## Története
A Csimota Könyvkiadót 2003-ban Csányi Dóra, Edinger Katalin és Bernáth Orsolya alapította (utóbbi hamar kilépett a cégből). 2009-ben Fodor Zsuzsa tulajdonostársként átvette az értékesítési feladatokat. 2010-ben Edinger Katalin távozott a kiadótól, Szabó Sándor hivatalosan is munkatárs lett. 2012-ben a kiadó a Móra Kiadói Csoport tagja lett, így alakult ki az akkori tulajdonosi kör: Csányi Dóra, Fodor Zsuzsa, Móra Kiadó, Szabó Sándor. 2015-ben Fodor Zsuzsa távozása után Valtinyi Lídia tulajdonosként csatlakozott a kiadóhoz. 2021-ben a HUBBY Év Gyermekkönyve díj különdíját a kiadó kapta.
2021

Bingaminga és a babkák: White Ravens 2021, Takács Mari

Szinvai Dániel: Második Budapesti Illusztrációs Fesztivál különdíj (silent book)

A vakok és az elefánt: HUBBY Év Gyermekkönyve díj Az Év Illusztrátora 2021, Grela Alexandra

Csak neked akartunk jót: HUBBY Év Gyermekkönyve díj Az Év Ifjúságikönyv-írója 2021 (12 év feletti kategória), Lipták Ildikó

Bingaminga és a babkák: HUBBY Év Gyermekkönyve díj 2021 – Gyerekirodalom (6-12 éves korosztálynak szóló könyvek) és az Illusztrátor kategória shortlistes jelölés

Év Gyermekkönyve díj HUBBY-különdíj 2021: Csimota Könyvkiadó

Alács Anna (Zrínyi Ilona), Milbacher Róbert (Tátiti Tibike) első gyerekkönyve

2020

A kőleves: HUBBY Év Gyermekkönyve díj Innováció kategória shortlist

Csak neked akartunk jót: Szívünk rajta program

Jásdi Juli (Csak neked akartunk jót) első könyve

2019

Jásdi Juli: Első Budapesti Illusztrációs Fesztivál különdíj (silent book)

Grela Alexandra: Első Budapesti Illusztrációs Fesztivál fődíj (fiction, meseillusztráció)

2018

Egyik kutya, másik eb: HUBBY Év Gyermekkönyve díj Diákzsűri különdíj 2018, Schmidt Cecília

József: Szép Magyar Könyv Verseny 2017 Oklevél, Nagy Norbert

Dettikéről és más istenekről: IBBY Honour List 2018, Elekes Dóra

TOP25-ben az Egyik kutya, másik eb, a Gúfó a boszorkányszombaton, és a Nyári nyomozás című könyveink: 25 legjobb magyar gyerek- és ifjúsági könyv 2017-ben

TOP25-ben a Barna hajnal, az Egy szép nagyfülű kutya, és a Félix és a szerelem című könyveink: 25 legjobb külföldi gyerek- és ifjúsági könyv 2017-ben

Diósi Annamária (Hallod?) első könyve

2017

Dettikéről és más istenekről: HUBBY Év Gyermekkönyve díj Legjobb gyerekkönyv szerző díj 2017, Elekes Dóra

Nagy Norbert: HUBBY Év Gyermekkönyve díj Illusztrátori különdíj 2017

TOP25-ben A Völgy, írta Tárkony és a Dettikéről és más istenekről című könyveink: Válogatás 2016 gyerek- és ifjúsági könyveiből TOP25

TOP50-ben Kocsonyakirályfi, Könnyű, nehéz – Ellentétek című könyveink: Válogatás 2016 gyerek- és ifjúsági könyveiből TOP50

Egy szép nagyfülű kutya: Szívünk rajta program

Lipták Ildikó, Treszner Barbara (Nyári nyomozás),  Schmidt Cecília (Egyik kutya, másik eb) első könyve

2016

A muter meg a dzsinek: Év Gyermekkönyve díj 2015, White Raven 2016, Elekes Dóra

Sündör és Niru Sündör nyomában: Év Gyerekkönyv Illusztrátora 2015, Szép Magyar Könyv 2015 alkotói különdíj, Remsey Dávid

TOP25-ben A muter meg a dzsinek és Sündör és Niru Sündör nyomában című könyveink: Válogatás 2015 gyerek- és ifjúsági könyveiből TOP25

Lanczkor Gábor (Gúfó és a gombák), Szepesi Szűcs Barbara (Csipkerózsika) első könyve

2015

Egyszervolt… Meseantológia: Szép Magyar Könyv 2014 alkotói különdíj, Paulovkin Boglárka

Milyen madár HUBBY Év Gyermekkönyve díj A legjobb gyerekkönyv író 2014, Kollár Árpád

Fodor Zsuzsa távozik a cégtől, Valtinyi Lídia pedig tulajdonosként csatlakozik a kiadóhoz

Borbáth Péter, Remsey Dávid (Sündör és Niru Sündör nyomában) első könyve

2014

Milyen madár díjak: Aranyrajzszög-díj, Joseph Binder Design Award 2014 Bronzérem

Szép Könyv Díj A londoni mackóknak

A Könyvmecánás oldal elindítása

Grela Aleksandra (A Hétfejű Tündér), Kollár Árpád, Nagy Norbert (Milyen madár) első könyve

2013

Új logó és honlap —  Szertaridisz Alexisz munkája

Salon du Livre Montreuil (Párizs) önálló stand

2012

Csatlakozás a Móra Kiadói Csoporthoz

Salon du Livre Montreuil (Párizs) önálló stand

Bodonyi Panni, Carolina Búzio, Stark Attila (Csizmás kandúr) első könyve

2011

NESsT–Citibank Társadalmi Vállalkozásfejlesztő Versenyének Díja

Kaméleon Olvasóklub elindítása

Csernus Ági (Szerelmesekönyv), Molnár Olga (Pont, Görbe, Egyenes), Rippl Renáta (A csúnya királyfi és szép királykisasszony) első könyve
2010

Edinger Katalin távozik a kiadótól

Szabó Sándor hivatalosan is munkatárs lesz

Salon du Livres Montreuil (Párizs) kerekasztal beszélgetés és gyerekfoglalkozás a Design-sorozat kapcsán

TOP 50 gyerekkönyv 1. Friss tinta! Kortárs gyerekvers antológia, 11. Tóth Krisztina: A londoni mackók, 27. Egyszervolt… Kortárs és klasszikus mesék, 30. Szabó T. Anna, Tóth Krisztina, Varró Dániel: Kerge ABC

Dezső Andrea (Mamuska), Szulyovszky Sarolta (A hálás virág) első könyve

2009

Tóth Krisztina az Év Gyermekkönyve díja a Neked írok, Apu! fordításért

Tolerancia-sorozat elindítása

Fodor Zsuzsa tulajdonostársként átveszi az értékesítési feladatokat

Kaméleon Könyvközösség elindítása

Árvai Borbála, Kasza Julianna (Hófehérke és a hét törpe) első könyve

2008

Papírszínház-sorozat elindítása

2007

Bologna Children Book Fair, a beküldött több mint 2500 könyv közül bekerül Kárpáti Tibor munkája a hivatalos Bolognai katalógusba, majd a Tokiói Bologna katalógus címlapjára

Nagy Dia, Nagy Dóra (A három kismalac) első könyve

2006

Design-sorozat elindítása

Bologna Children Book Fair, Magyarország a vásár díszvendége, két könyvünk is a hivatalos kiállítás része a Design-sorozatunkból

Balogh Andrea, Baranyi (b) András, Kárpáti Tibor (Piroska és a farkas) első könyve

2005

Friss tinta! a Pagony Kiadóval közösen

2004

Takács Mari (Beszél a kéz 1.) első könyve

2003

Csányi Dóra, Bernáth Orsolya és Edinger Katalin elindítja a kiadót

A kiadó első könyve Tóth Krisztina, A londoni mackók az Év gyerekkönyve lett

Pap Kata, Ruttkai Bori első könyve (A londoni mackók)